# Johann Christoph Bauriegel
Johann Christoph Bauriegel (auch: Johann Christian Bauriegel) (* 21. August 1773 in Kesselhain bei Borna; † 9. August 1850 in Pulgar) war ein deutscher Pädagoge und Betreiber eines privaten Lehrerseminars.

## Leben
Johann Christoph Bauriegel stammte aus einfachen und ärmlichen Verhältnissen und war der Sohn seines gleichnamigen Vaters Johann Christoph Bauriegel, Wollkämmer und Garnverkäufer.
Er besuchte die örtliche Dorfschule und erhielt zu den gewöhnlichen Schulstunden noch Klavierunterricht von seinem Lehrer, dem Schulmeister Saupe, der sein musikalisches Talent erkannte und förderte, allerdings wurde diese Förderung nicht von seinem Vater unterstützt, dieser wollte vielmehr das sein Sohn nach der Schule Wolle spann.
Im Alter von zwölf Jahren erlernte er das Stricken von einem Schäfer und gab dieses Wissen später an den Konsistorial- und Schulrat Gustav Friedrich Dinter weiter. Durch seine Strickarbeiten war er in der Lage, ein altes Klavier und eine Geige zu kaufen. Nun gestattete ihm der Vater, wieder Stunden zu nehmen, auch noch nach der Konfirmation. Hierfür musste er jedoch den Lehrer seiner Schule bei der Unterrichtung der Schüler unterstützen und fand dabei Gefallen am Lehrerberuf.
Weil er nun zu Hause keine Anstellung fand, reiste er im Alter von achtzehn Jahren 1791 nach Leipzig und wurde dort Diener bei Johann Christian Gottlieb Ernesti. Er hatte dort die Möglichkeit, jeden Sonntag die öffentlichen Katechesen von Karl Gottlieb Plato und Johann Christian Dolz zu hören, die an der Ratsfreischule Direktor und Vizedirektor waren; nach deren Mustern begann er nun selbst Katechesen auszuarbeiten. Im Hause von Ernesti lernte er auch den Superintendenten Friedrich August Unger (1758–1846) aus Borna kennen. Dieser empfahl ihm, sich bei Gustav Friedrich Dinter, der zu dieser Zeit Pfarrer in Kitzscher bei Borna war, weiterbilden zu lassen.
Gustav Friedrich Dinter nahm ihn 1796 in sein Haus auf, ging jedoch 1797 als Seminardirektor nach Dresden, stattete aber Johann Christoph Bauriegel mit einer kleinen finanziellen Summe aus, so dass er, auf Wunsch des Rittergutsbesitzers von Medewitzsch Hans Caspar Ludwig von Wurmb († 1826), die vakante Lehrerstelle in Medewitzsch antreten konnte. Neben dieser Lehrer-Tätigkeit erteilte er dazu Privatunterricht für die Kinder gebildeter und adeliger Kinder.
Er gründete eine Lesegesellschaft mit den Lehrern der Umgebung und bildete mit mehreren anderen ein Quartett. Auf diese Weise gelangte er in immer höhere Kreise, so lernte er den in der Nähe lebenden Pfarrer von Pödelwitz, den späteren Generalsuperintendenten, Christian Victor Kindervater und den Rittergutbesitzer von Peres, Stadthauptmann Simon Moritz Rummell († 1830) aus Leipzig kennen, der ihn veranlasste das Amt des Schulleiters in Pulgar zu übernehmen, für dessen Vergabe er zuständig war; gleichzeitig sicherte er ihm eine persönliche Zulage von jährlich 100 Talern zu.
1805 lud Johann Christoph Bauriegel die jungen Lehrer zu sich ein, mit denen er lehrte, lernte, musizierte und sang wurde; hieraus entstand 1810, auf Aufforderung des Stiftssuperintendenten Gottlob August Baumgarten-Crusius, das Bauriegel'sche Seminar in Pulgar, dem er ab 1810 über dreißig Jahre lang vorstand. Im ersten Jahrzehnt war er der alleinige Lehrer und Leiter seines Instituts, das er neben dem Unterricht in der öffentlichen Schule, betrieb. Erst im zweiten Jahrzehnt nahm er den älteren seiner Söhne zum Gehilfen, bis dieser anderweitig als Lehrer eine Anstellung erhielt, anschließend unterstützte ihn der jüngere Sohn, Carl Ernst Bauriegel (* 29. März 1809 in Pulgar; † 25. Juli 1841 ebenda), der Theologie studiert hatte.
Johann Christoph Bauriegel bekam im Laufe der Zeit verschiedene finanziell lukrative Stellen angeboten, beispielsweise die des Vizedirektors am Friedrichstädter Seminar (später: Lehrerseminar Dresden-Strehlen) in Dresden, aber er blieb in Pulgar und betrieb sein Seminar bis zum Tod seines jüngsten Sohnes. Bis zu diesem Zeitpunkt hatte er 150 Lehrer ausgebildet, die dann auch überwiegend Lehrer wurden.
Als Simon Moritz Rummel verstarb, erhielt er aus dessen Testament 500 Taler vererbt.
Johann Christoph Bauriegel heiratete 1798 eine geborene Kühn aus Leipzig. Gemeinsam hatten sie zwei Söhne und fünf Töchter.

## Stiftungen
Er stiftete eine Pensionsanstalt für Witwen und Waisen verstorbener Lehrer, sowie einen Leseverein zur Fortbildung, dem sich viele Prediger anschlossen; weiterhin stiftete er noch eine Mobiliar-Brandkasse für Lehrer.

## Auszeichnungen
Anlässlich seines fünfzigjährigen Amtsjubiläums am 25. November 1847 erhielt er die goldene Zivil-Verdienst-Medaille, die ihm der Kirchen- und Schulrat Dr. Gottlob Christian Schmidt (1788–1853) überreichte, der ihm als königlicher Kommissar auch die Glückwünsche des Kultusministeriums und der königlichen Kreisdirektion aus Leipzig überbrachte.

## Schriften (Auswahl)
- Elementarfibel. Neustadt an der Orla 1813.
- Das Leben Jesu und seiner Apostel. Neustadt an der Orla Wagner 1821.
- Das Lesen zu lehren in Verbindung mit dem Schreiben: so, daß die Kleinen in jeder Lection nur Einen Buchstaben kennen und zugleich mit andern verbinden lernen. Neustadt a. d. Orla : Wagner, 1831.
- Vollständiger Auszug aus Dinter's Katechisationen oder: die sämmtlichen christlichen Religionswahrheiten populär bearbeitet. Neustadt an der Orla, Johann Karl Gottfried Wagner 1834.
- Vollständiges Choralbuch: für das Dresdner Gesangbuch bearbeitet, vierstimmig und in geöffneter Harmonie gesetzt und mit Zwischenspielen versehen. Leipzig. Fort 1835.
- Handbuch des Wissenswürdigsten aus der Geographie. Zum Gebrauche für Deutschlands Volksschullehrer, vorzüglich für die Lehrer an den Schulen des Königreichs Sachsen und der angrenzenden Länder bearbeitet. 1836.
- Die Hauptstücke des Katechismus Lutheri mit kurzen Erklärungen. 1837.
- Katechisationen über Gottes Wesen. Werke und Willen; wie sie mit der Mittelclasse einer nicht vernachlässigten Dorf- oder niedern Stadtschule gehalten werden können; nach den in seinem Religionsbuche für Kinder von 8 bis 11 Jahren enthaltenen Materialien. Erstes Heft: Katechisationen über Gottes Wesen und Eigenschaften. 1838.
- Katechisationen über Gottes Wesen. Werke und Willen; wie sie mit der Mittelclasse einer nicht vernachlässigten Dorf- oder niedern Stadtschule gehalten werden können; nach den in seinem Religionsbuche für Kinder von 8 bis 11 Jahren enthaltenen Materialien. Zweites Heft: Katechisationen über Gottes Werke und Wohlthaten. 1838.
- Katechisationen über Gottes Wesen. Werke und Willen; wie sie mit der Mittelclasse einer nicht vernachlässigten Dorf- oder niedern Stadtschule gehalten werden können; nach den in seinem Religionsbuche für Kinder von 8 bis 11 Jahren enthaltenen Materialien. Drittes Heft: Katechisationen über Jesu Christi Leben, Person und Verdienst. 1838.
- Katechisationen über Gottes Wesen. Werke und Willen; wie sie mit der Mittelclasse einer nicht vernachlässigten Dorf- oder niedern Stadtschule gehalten werden können; nach den in seinem Religionsbuche für Kinder von 8 bis 11 Jahren enthaltenen Materialien. Viertes Heft: Katechisationen über die Pflichten gegen Gott. 1838.
- Katechisationen über Gottes Wesen. Werke und Willen; wie sie mit der Mittelclasse einer nicht vernachlässigten Dorf- oder niedern Stadtschule gehalten werden können; nach den in seinem Religionsbuche für Kinder von 8 bis 11 Jahren enthaltenen Materialien. Fünftes Heft: Katechisationen über die Pflichten gegen uns selbst. 1838.
- Katechisationen über Gottes Wesen. Werke und Willen; wie sie mit der Mittelclasse einer nicht vernachlässigten Dorf- oder niedern Stadtschule gehalten werden können; nach den in seinem Religionsbuche für Kinder von 8 bis 11 Jahren enthaltenen Materialien. Sechstes Heft: Katechisationen über die besonderen Nächstenpflichten. 1839.
- Katechisationen über Gottes Wesen. Werke und Willen; wie sie mit der Mittelclasse einer nicht vernachlässigten Dorf- oder niedern Stadtschule gehalten werden können; nach den in seinem Religionsbuche für Kinder von 8 bis 11 Jahren enthaltenen Materialien. Siebentes Heft: Katechisationen über die allgemeinen Nächstenpflichten. 1839.
- Katechisationen über Gottes Wesen. Werke und Willen; wie sie mit der Mittelclasse einer nicht vernachlässigten Dorf- oder niedern Stadtschule gehalten werden können; nach den in seinem Religionsbuche für Kinder von 8 bis 11 Jahren enthaltenen Materialien. Achtes Heft: Katechisationen über die Hilfsmittel des Christenthums zur Besserung und Pflichterfüllung. 1839.
- Tausend Aufgaben zum Rechnen auf der Tafel für die ersten Anfänger. 1839.
- Anleitung zum ersten Unterricht im Kopfrechnen. 1839.
- Der Unterricht in der christlichen Religion; ein Religionsbuch für die Mittelklasse. 1840.
- Carl Ernst Bauriegel, Johann Christoph Bauriegel: Protestantische-lutherische Glaubenslehre für Volksschullehrer. Leipzig, Verlag von Carl Heinrich Reclam dem Älteren 1841.
- Protestantisch-lutherische Glaubenslehre, für Volksschullehrer bearbeitet von M. C .E. Bauriegel und herausgegeben vom Schulmeister Bauriegel in Pulgar. Leipzig, 1841.
- Aufgaben zum Rechnen auf der Tafel. 1, Zwölfhundert neue Aufgaben. Leipzig: Reclam, 1841.
- Aufgaben zum Rechnen auf der Tafel. 2, Zweitausend neue Aufgaben zum Rechnen in ungleich benannten Zahlen, gemeinen Brüchen und Dezimalbrüchen. Leipzig, 1841.
- Aufgaben zum Rechnen auf der Tafel. 3, Ein und ein halbes Tausend Aufgaben. Leipzig, 1841.
- Vollständiger Auszug aus Dinter's Katechisationen; oder die sämmtlichen christlichen Religionswahrheiten populär bearbeitet. Neustadt an der Orla Joh. K.G. Wagner 1843.
- Mein Leben und Wirken; mit dem Bildnisse des Verfassers. 1847.
- Fest-Hymnus für Männer-Stimmen zum 50jährigen Amtsjubilaeum des Herrn Johann Christoph Bauriegel, Schulmeister jub. in Pulgar, d. 25. Novbr. 1847. Partitur. Meissen : bei F. Wilh. Goedsche 1848.
- Eintausendsiebenhundert neue Aufgaben zum Rechnen in ungleich benannten Zahlen, gemeinen Brüchen und Dezimalbrüchen. Leipzig: Reclam, 1850.
- Der Unterricht in der christlichen Religion für Kinder von 8 bis 11 Jahren. Ein Handbuch für Volksschullehrer, welche in ihrer Mittelclasse den Religionsunterricht auf eine zweckmaßige Art ertheilen wollen.